# John Halliday
John Halliday (New York, 14 settembre 1880 – Honolulu, 17 ottobre 1947) è stato un attore statunitense, conosciuto anche come Jack Halliday.

## Biografia
Attore teatrale e cinematografico, John Halliday interpretò spesso ruoli di aristocratico. Benché fosse nato a Brooklyn, l'attore sfoggiava un accento britannico che gli permetteva di impersonare personaggi di inglese o di appartenenti all'alta società: uno dei suoi ruoli più conosciuti è quello del padre di Tracy Lord in Scandalo a Filadelfia.
Nel corso della sua carriera, iniziata nel 1911 alla Lubin Manufacturing Company e finita nel 1941, girò più di ottanta pellicole.

## Filmografia parziale
- Her Inspiration (1911)
- The Idle Boast (1911)
- What Will Be, Will Be (1911)
- The Cure of John Douglas (1911)
- Somebody's Mother (1911)
- The House That Jack Built (1911)
- My Brother Agostino (1911)
- The Man in the Taxi (1911)
- A Timely Lesson (1911)
- Paid in His Own Coin (1912)
- The Office Favorite (1912)
- The Poor Relation (1912)
- 'Tis an Ill Wind That Blows No Good  (1912)
- His Mistake, regia di Lloyd B. Carleton (1912)
- Betty and the Doctor (1912)
- Mother Love (1912)
- His Wife's Mother (1912)
- Rice and Old Shoes (1912)
- The Social Secretary, regia di Lloyd B. Carleton (1912)
- The Reformation of Kid Hogan, regia di Lloyd B. Carleton (1912)
- A New Beginning, regia di Lloyd B. Carleton (1912)
- Honor and the Sword (1912)
- The Railroad Engineer (1912)
- The Puppet's Hour (1912)
- Fire and Straw (1912)
- The Choir of Densmore (1912)
- From Fireman to Engineer (1912)
- Together (1912)
- The Shepherd's Flute (1912)
- The Stubbornness of Youth (1912)
- The Crooked Path (1912)
- An Enemy's Aid (1913)
- The Devil's Toy, regia di Harley Knoles (1916)
- The Blue Riders, regia di John Raymond (1916)
- The Blue Pearl, regia di George Irving (1920)
- The Woman Gives, regia di Roy William Neill (1920)
- The Love Expert, regia di David Kirkland (1920)
- A Desperate Tenderfoot, regia di Otis B. Thayer (1920)
- A Western Feud, regia di Otis Thayer (1921)
- The Golden Lure, regia di Otis B. Thayer (1921)
- The Outlaw's Revenge, regia di Otis B. Thayer (1921)
- Masked Lover (1928)
- East Side Sadie, regia di Sidney M. Goldin (1929)
- Recaptured Love, regia di John G. Adolfi (1930)
- Scarlet Pages, regia di Ray Enright (1930)
- Once a Sinner, regia di Guthrie McLintic (1931)
- Captain Applejack, regia di Hobart Henley (1931)
- Millie, regia di John Francis Dillon (1931)
- 50 Million Frenchmen, regia di Lloyd Bacon (1931)
- La resa di papà (Father's Son), regia di William Beaudine (1931)
- La spia (The Spy), regia di Berthold Viertel (1931)
- Transatlantico (Transatlantic), regia di William K. Howard (1931)
- Smart Woman, regia di Gregory La Cava (1931)
- Consolation Marriage, regia di Paul Sloane (1931)
- The Ruling Voice, regia di Rowland V. Lee (1931)
- Men of Chance
- The Impatient Maiden
- Week Ends Only
- The Man Called Back
- Luana, la vergine sacra (Bird of Paradise), regia di King Vidor (1932)
- L'età della ragione (The Age of Consent), regia di Gregory La Cava (1932)
- Perfect Understanding, regia di Cyril Gardner (1933)
- The Woman Accused, regia di Paul Sloane (1933)
- Terror Aboard, regia di Paul Sloane (1933)
- Letto di rose (Bed of Roses), regia di Gregory La Cava (1933)
- La casa della 56ª strada (The House on 56th Street), regia di Robert Florey (1933)
- A Woman's Man, regia di Edward Ludwig (1934)
- Registered Nurse, regia di Robert Florey (1934)
- The Witching Hour, regia di Henry Hathaway (1934)
- Educande d'America (Finishing School), regia di George Nichols Jr. (1934)
- Return of the Terror, regia di Howard Bretherton (1934)
- Housewife, regia di Alfred E. Green (1934)
- Desirable, regia di Archie Mayo (1934)
- Verso la felicità (Happiness Ahead), regia di Mervyn LeRoy (1934)
- La donna del mistero (Mystery Woman), regia di Eugene Forde (1935)
- L'angelo delle tenebre (The Dark Angel), regia di Sidney Franklin (1935)
- The Melody Lingers On, regia di David Burton (1935)
- Sogno di prigioniero (Peter Ibbetson), regia di Henry Hathaway (1935)
- Desiderio (Desire), regia di Frank Borzage (1936)
- La donna fatale (Fatal Lady), regia di Edward Ludwig (1936)
- Three Cheers for Love, regia di Ray McCarey (1936)
- Hollywood Boulevard, regia di Robert Florey (1936)
- Dopo Arsenio Lupin (Arsène Lupin Returns), regia di George Fitzmaurice (1938)
- Marco il ribelle (Blockade), regia di William Dieterle (1938)
- Quella certa età (That Certain Age), regia di Edward Ludwig (1938)
- Hotel for Women, regia di Gregory Ratoff (1939)
- Intermezzo (Intermezzo: A Love Story), regia di Gregory Ratoff (1939)
- Indietro non si torna (Escape to Glory), regia di John Brahm (1940)
- Scandalo a Filadelfia (The Philadelphia Story), regia di George Cukor (1940)
- Lydia, regia di Julien Duvivier (1941)